# Lajštroch

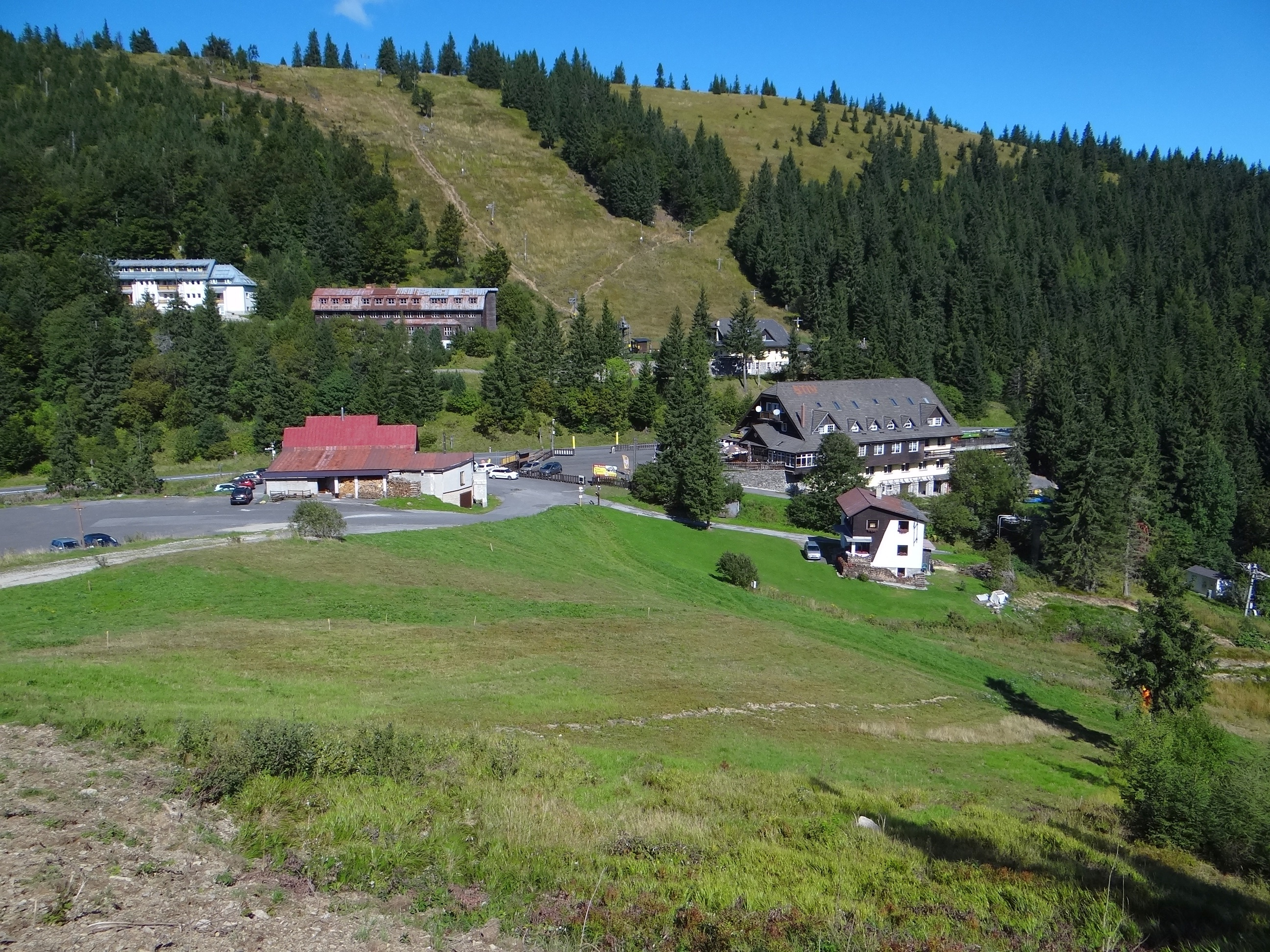
Widok na Lajštroch z Čertovej svadby

Lajštroch (1238 m) – południowo-wschodnie zbocze szczytu Rovienky (1602 m) w Niżnych Tatrach na Słowacji. Znajduje się w ich zachodniej części (Ďumbierske Tatry) i opada na przełęcz Czertowica (słow. Čertovica,1238 m) oddzielającą je od części wschodniej. 
Lajštroch jest bezleśny. W jego dolnej części znajduje się jeden z wyciągów narciarskich ośrodka narciarskiego Čertovica (Ski Centrum Čertovica). Lajštrochem prowadzi główny graniowy szlak Niżnych Tatr – Cesta hrdinov SNP. Dzięki otwartej przestrzeni Lajštroch jest dobrym punktem widokowym. Widok na północ i zachód przysłania grzbiet szczytu Rovienky, ale widok na południe i wschód jest otwarty. Dobrze widoczny jest cały rejon przełęczy Čertovica, górne części doliny Štiavnička i Bocianskiej doliny oraz łańcuch wschodniej części Niżnych Tatr (Kráľovohoľské Tatry) aż po Kráľovą hoľę.
Na przełęczy Čertovica u podnóża Lajštrocha znajduje się parking, restauracje i hotele. Miejsce to jest dobrym punktem wypadowym do wędrówek w Niżne Tatry. Biegnie tędy słowacka droga krajowa nr 72 z Brezna do Kráľovej Lehoty.

## Szlak turystyczny
Čertovica –  Lajštroch – Rovienky – Kumštové sedlo – Králička – Schronisko Štefánika. Odległość 8,3 km, suma podejść 742 m, suma zejść 250 m, czas przejścia 3 h (z powrotem 2,30 h).